# Mandeep Singh (Hockeyspieler)

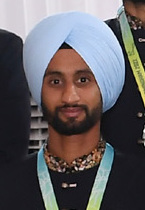
Mandeep Singh als Teil der indischen Mannschaft für die Commonwealth Games 2022

Mandeep Singh (Panjabi ਮਨਦੀਪ ਸਿੰਘ, Hindi मनदीप सिंह; * 25. Januar 1995 in Jalandhar, Punjab) ist ein indischer Hockeyspieler. 2021 und 2024 erhielt er eine olympische Bronzemedaille.

## Sportliche Karriere
Der 1,78 Meter große Offensivspieler gehört seit 2013 zur indischen Nationalmannschaft und wirkte in über 250 Länderspielen mit.
Bei der Weltmeisterschaft 2014 in Den Haag erreichten die Inder als beste Mannschaft Asiens den neunten Platz. Mandeep Singh wirkte in allen sechs Spielen mit und erzielte ein Tor.
2018 verloren die Inder bei den Commonwealth Games in Gold Coast das Spiel um die Bronzemedaille gegen das englische Team mit 1:2. Mandeep Singh erzielte bei seinen sechs Einsätzen zwei Tore. Bei den Asienspielen in Jakarta erreichten die Inder ebenfalls das Spiel um den dritten Platz, diesmal gewannen sie mit 2:1 gegen Pakistan. Mandeep Singh erzielte im Turnierverlauf neun Tore. Ende 2018 war die indische Stadt Bhubaneswar Austragungsort der Weltmeisterschaft. Die Inder gewannen ihre Vorrundengruppe vor den späteren Weltmeistern aus Belgien, schieden aber im Viertelfinale mit 1:2 gegen die Niederländer aus. Mandeep Singh wirkte in allen vier Spielen mit und erzielte ein Tor.
Bei den erst 2021 ausgetragenen Olympischen Spielen in Tokio belegten die Inder in der Vorrunde den zweiten Platz. Nach einem Viertelfinalsieg über die Briten und einer Halbfinalniederlage gegen die Belgier besiegte die indische Mannschaft im Kampf um Bronze die deutsche Mannschaft mit 5:4 und gewann die erste olympische Medaille seit 1980. Mandeep Singh war in sieben von acht Spielen dabei, sein einziges Tor erzielte er im Halbfinale gegen Belgien. 
Mandeep Singh erhielt 2021 den Arjuna Award.
Im europäischen Sommer 2022 bei den Commonwealth Games in Birmingham besiegten die Inder im Halbfinale die Südafrikaner. Im Finale unterlagen die Inder der australischen Mannschaft mit 0:7. Mandeep Singh erzielte in sechs Spielen fünf Tore. Anfang 2023 war wieder Bhubaneswar Gastgeber der Weltmeisterschaft. Die indische Mannschaft belegte den neunten Platz. Mandeep Singh erzielte bei sechs Einsätzen ein Tor. Bei den 2023 nachgeholten Asienspielen in Hangzhou siegten die Inder im Halbfinale mit 5:3 über die Südkoreaner. Das Finale gegen die japanische Auswahl entschieden die Inder mit 5:1 für sich. Mandeep Singh erzielte insgesamt 12 Tore, davon zehn aus dem Feld. 2024 bei den Olympischen Spielen in Paris unterlagen die Inder im Halbfinale der deutschen Mannschaft mit 2:3. Das Spiel um den dritten Platz gewannen sie gegen die Spanier mit 2:1.